# Montesano sulla Marcellana
Montesano sulla Marcellana – miejscowość i gmina we Włoszech, w regionie Kampania, w prowincji Salerno.
Według danych na rok 2004 gminę zamieszkiwało 7285 osób, 66,8 os./km².